# Vechtoever
Vechtoever (ook wel Vegt-oever) is een buitenplaats langs de rivier de Vecht in het Nederlandse dorp Maarssen.
Het huidige hoofdgebouw van de buitenplaats dateert uit de 18e eeuw en verving de hofstede Den Oever. In de 19e eeuw zijn er twee erkers aan het hoofdgebouw toegevoegd. Eromheen bevindt zich een historisch park met diverse bijzonderheden zoals een koetshuis, oranjerie, tuinkoepel en een inrijhek. In het verleden was er ook een slangenmuur bij Vechtoever.
Een der eigenaren van (de voorganger van) Vechtoever was Jacob Hiskia Machado, hoofdbewindvoerder rond 1721 van de Provinciale Utrechtsche Geoctroyeerde Compagnie.

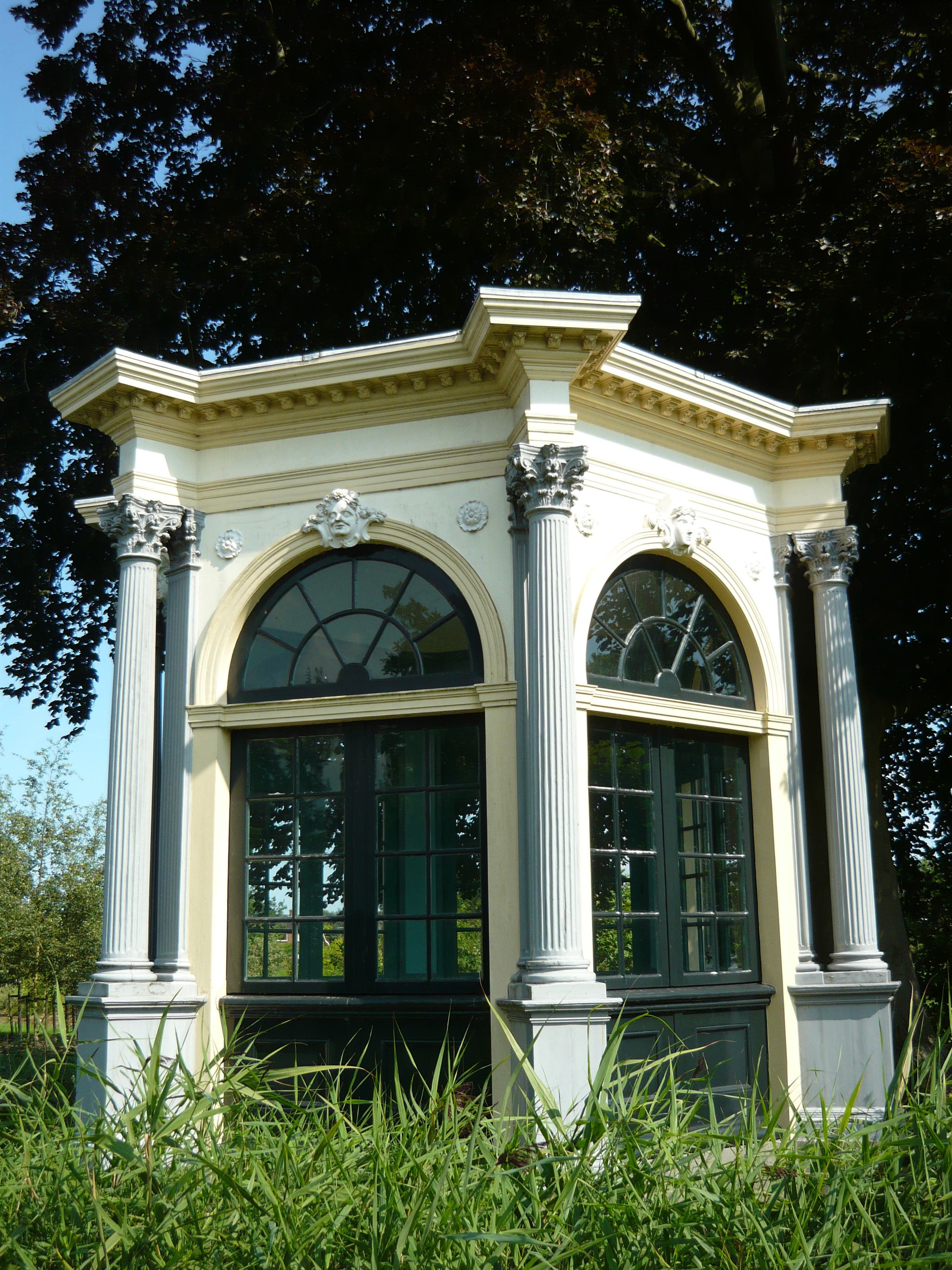
Tuinkoepel aan de Vechtzijde.